# Galle (district)

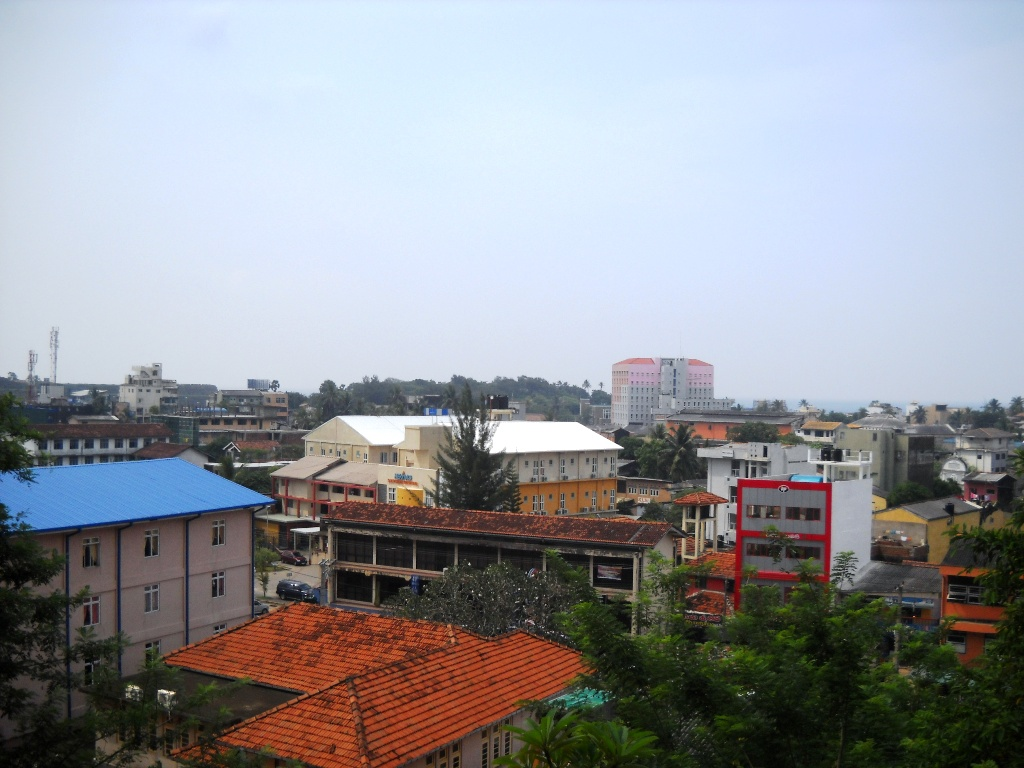
Galle

Galle (Singalees: Gālla; Tamil: Kāli) is een district in de Zuidelijke Provincie van Sri Lanka. Galle heeft een oppervlakte van 1652 km², waarvan 35 km² bestaat uit binnenwater. De hoofdstad is de stad Galle.
Centrale Provincie (Kandy · Matale · Nuwara Eliya) · Oostelijke Provincie (Ampara · Batticaloa · Trincomalee) · Noordelijke Centrale Provincie (Anuradhapura · Polonnaruwa) · Noordelijke Provincie (Jaffna · Kilinochchi · Mannar · Mullaitivu · Vavuniya) · Noordwestelijke Provincie (Kurunegala · Puttalam) · Sabaragamuwa (Kegalle · Ratnapura) · Uva (Badulla · Moneragala) · Westelijke Provincie (Colombo · Gampaha · Kalutara) · Zuidelijke Provincie (Galle · Hambantota · Matara)